# 国際セリ名簿基準委員会
国際セリ名簿基準委員会（こくさいセリめいぼきじゅんいいんかい、International Cataloguing Standard Committee、略称：ICSC）とは、競走馬のセリ名簿を作成する際に、競走馬の競走実績を表記するために用いるブラックタイプ（ゴシック文字）の基準を国際的に標準化し、国家間における競走の質の認識に客観的な基準を定義することを目的として、かつて組織されていた委員会である。
本項では1983年版から2007年版まで国際セリ名簿基準委員会によって作成され、2008年版以降は国際格付番組企画諮問委員会（IRPAC）によって維持されている『国際セリ名簿基準書』（International Cataloguing Standards Book）についても記述する。

## 歴史
1952年にアメリカ合衆国の競走馬セリ業者ファシグ・ティプトンがセリ名簿にステークス競走勝利馬の競走実績を強調して記載することのできるブラックタイプ方式を考案し、欧米諸国に広まった。また、欧州では1970年にグループ制、アメリカでは1972年にグレード制による重賞の格付けが開始された。そこで、両者の基準を標準化し、グループ制・グレード制とブラックタイプで記載可能な競走の指定における国家間の不均衡を防止することを目的に1981年にアメリカ、イギリス、アイルランド、フランスの4か国から競馬統括機関、セリ業者、生産者団体の関係3者の各代表12人が集まって国際セリ名簿基準委員会が組織された。
その後、カナダ、アジア、南米からの代表者も加えて各国の競馬の格付けを行い、毎年の『国際セリ名簿基準書』を発行していたが、2007年にロンドンで開催された年次総会で国際競馬統括機関連盟（IFHA）の諮問機関である国際格付番組企画諮問委員会（IRPAC）の取り組みとの重複が確認され、競走のグループ・グレードの格付けはIRPACが行って国際サラブレッド競売人協会（SITA）の承認を受けることになった。また、セリ名簿の表記の基準については、各地域の国際セリ名簿基準小委員会（ICS Sub-Committees）が責任を持つことになった。

## 国際セリ名簿基準書
『国際セリ名簿基準書』は、国際セリ名簿基準委員会によって1983年に第1版が作成された。
サラブレッドの平地競走の開催国・地域は、『国際セリ名簿基準書』の定める基準に基づく国際格付番組企画諮問委員会の勧告を受けて、国際サラブレッド競売人協会によりパートI、パートII、パートIIIに承認される。認定された国で基準を満たす重賞（グループ競走、グレード競走およびリステッド競走）が各パートに記載される。また、サラブレッドの障害競走の重賞はパートIVに記載される。このうち、パートIのグレードまたはグループの格付けは各国で同等の質を満たす国際格付けと見なされ、またパートIIのグレードまたはグループの格付けは国内でのみ有効であるが、パートIのリステッドと同等のブラックタイプ競走と見なされる。
パートIに認定されるためには、その国のグレードまたはグループの格付けを受けた競走が外国調教馬に開放された国際競走でなければならない。

## 認定国
2025年現在。International Cataloguing Standards Bookより。

### パートI
- 1981年認定
  - アイルランド
  - アメリカ合衆国
  - イギリス
  - カナダ
  - ドイツ
  - フランス
- 1985年認定
  - アルゼンチン
  - オーストラリア
  - チリ
  - ニュージーランド
  - ブラジル
  - ペルー
  - 南アフリカ共和国
- 2003年認定
  - アラブ首長国連邦
- 2007年認定
  - 日本[注 1]
- 2016年認定
  - 香港
- 2025年認定
  - ウルグアイ[4][注 2]

### パートII
- イタリア[注 3]
- インド
- 韓国[注 4]
- サウジアラビア[注 5]
- ジンバブエ[注 6]
- スカンジナヴィア
  - スウェーデン
  - デンマーク
  - ノルウェー
- トルコ[注 7]
- パナマ
- バーレーン[注 8]
- プエルトリコ
- ベネズエラ
- マレーシア

### パートIII
- エクアドル
- カタール
- ジャマイカ
- スイス
- スペイン
- スロバキア
- チェコ
- トリニダード・トバゴ
- ドミニカ共和国
- ハンガリー
- ベルギー
- ポーランド
- メキシコ
- モーリシャス
- モロッコ

### パートIV
障害競走を開催する国。
- アイルランド
- アメリカ合衆国
- イギリス
- イタリア
- オーストラリア
- スイス
- チェコ
- ドイツ
- 日本
- ニュージーランド
- フランス